# غولد كوست
غولد كوست (Gold Coast) مدينة ساحلية تقع في جنوب شرق كوينزلاند بشرق أستراليا في المحيط الهادي. وتقع جنوب مدينة بريزبان. عدد سكانها 554628 نسمة (عام 2005)، وهي ثاني أكبر مدن الولاية بعد بريزبان، وسادس أكبر مدن أستراليا من حيث عدد السكان. تعرف المدينة بمناخها شبه الاستوائي، والشواطئ، والمجاري المائية وأنظمة القنوات، والحياة الليلية النشطة، والعديد من الأمور الجاذبة للسياح. تمتد حدودها من الجنوب إلى كولانغاتا على حدود نيوساوث ويلز، ومن الغرب إلى جبل تامبارين، ومن الشمال إلى بينلاي.
تعتبر مدينة غولد كوست المدينة السياحية الأولى على مستوى أستراليا، ويقدر سكانها بأكثر من نصف مليون نسمه أما في المواسم السياحة فيصلون لأكثر من مليون نسمة.
منطقة السيرفس براداس هي المنطقة السياحية حيث تواجد أكثر الفنادق والشقق السياحية ويعتر شاطئها من أكثر الشواطئ ازدحاماً.
تتميز الغولد كوست بالمدن الترفيهية ومن أبرزها:
1. موفي ورلد.
2. دريم ورلد.
3. وتين وايد.
4. وايت وتر وورلد.
5. سي ورلد.

كما تحتوي على الكثير من مراكز التسوق ولكن أهمها هو الباسفك فير حيث يعتبر مركز جميع الحافلات، حيث يفضل التنقل بالحافلات بسبب غلاء سيارات الأجرة.
رقم الباص الذي يوصل بين منطقة السيرفس براداس إلى الباسيفك فير 750 ومن البسفك فير يسطيع الشخص الانطلاق إلى أي وجهة.
بالنسبة للمدن الترفيهية من رقم 1 - 4 فإن الحافلة الموصل إليها هو TX2 أما أل (سي وورد) فهو الحافلة رقم 750.
كما تحتوي المدينة على مجموعة من الجامعات والمعاهد من أهمّها:
1. جامعة بوند.
2. جامعة قريفث.

## المناخ
يظهر الجدول التالي التغييرات المناخية على مدار السنة لغولد كوست:
| البيانات المناخية لـغولد كوست     | البيانات المناخية لـغولد كوست | البيانات المناخية لـغولد كوست | البيانات المناخية لـغولد كوست | البيانات المناخية لـغولد كوست | البيانات المناخية لـغولد كوست | البيانات المناخية لـغولد كوست | البيانات المناخية لـغولد كوست | البيانات المناخية لـغولد كوست | البيانات المناخية لـغولد كوست | البيانات المناخية لـغولد كوست | البيانات المناخية لـغولد كوست | البيانات المناخية لـغولد كوست | البيانات المناخية لـغولد كوست |
| الشهر                             | يناير                         | فبراير                        | مارس                          | أبريل                         | مايو                          | يونيو                         | يوليو                         | أغسطس                         | سبتمبر                        | أكتوبر                        | نوفمبر                        | ديسمبر                        | المعدل السنوي                 |
| --------------------------------- | ----------------------------- | ----------------------------- | ----------------------------- | ----------------------------- | ----------------------------- | ----------------------------- | ----------------------------- | ----------------------------- | ----------------------------- | ----------------------------- | ----------------------------- | ----------------------------- | ----------------------------- |
| الدرجة القصوى °م (°ف)             | 38.5 (101.3)                  | 40.5 (104.9)                  | 36.3 (97.3)                   | 33.3 (91.9)                   | 29.4 (84.9)                   | 27.1 (80.8)                   | 28.9 (84.0)                   | 32.4 (90.3)                   | 33.0 (91.4)                   | 36.8 (98.2)                   | 35.5 (95.9)                   | 39.4 (102.9)                  | 40.5 (104.9)                  |
| متوسط درجة الحرارة الكبرى °م (°ف) | 28.7 (83.7)                   | 28.6 (83.5)                   | 27.9 (82.2)                   | 25.9 (78.6)                   | 23.6 (74.5)                   | 21.3 (70.3)                   | 21.1 (70.0)                   | 22.0 (71.6)                   | 23.9 (75.0)                   | 25.4 (77.7)                   | 26.8 (80.2)                   | 27.8 (82.0)                   | 25.2 (77.4)                   |
| المتوسط اليومي °م (°ف)            | 25.3 (77.5)                   | 25.2 (77.4)                   | 24.4 (75.9)                   | 22.1 (71.8)                   | 19.5 (67.1)                   | 17.3 (63.1)                   | 16.6 (61.9)                   | 17.3 (63.1)                   | 19.4 (66.9)                   | 21.1 (70.0)                   | 22.9 (73.2)                   | 24.2 (75.6)                   | 21.3 (70.3)                   |
| متوسط درجة الحرارة الصغرى °م (°ف) | 21.8 (71.2)                   | 21.8 (71.2)                   | 20.8 (69.4)                   | 18.3 (64.9)                   | 15.4 (59.7)                   | 13.2 (55.8)                   | 12.0 (53.6)                   | 12.5 (54.5)                   | 14.8 (58.6)                   | 16.8 (62.2)                   | 19.0 (66.2)                   | 20.5 (68.9)                   | 17.2 (63.0)                   |
| أدنى درجة حرارة °م (°ف)           | 17.2 (63.0)                   | 17.2 (63.0)                   | 13.4 (56.1)                   | 8.9 (48.0)                    | 6.6 (43.9)                    | 0.6 (33.1)                    | 2.5 (36.5)                    | 4.2 (39.6)                    | 7.9 (46.2)                    | 9.4 (48.9)                    | 8.2 (46.8)                    | 14.7 (58.5)                   | 0.6 (33.1)                    |
| الهطول مم (إنش)                   | 135.8 (5.35)                  | 165.8 (6.53)                  | 121.3 (4.78)                  | 128.8 (5.07)                  | 106.2 (4.18)                  | 119.9 (4.72)                  | 47.1 (1.85)                   | 61.7 (2.43)                   | 43.9 (1.73)                   | 86.1 (3.39)                   | 113.5 (4.47)                  | 132.7 (5.22)                  | 1٬273٫5 (50.14)               |
| متوسط أيام هطول الأمطار           | 14.2                          | 14.6                          | 15.1                          | 12.0                          | 11.6                          | 10.9                          | 8.3                           | 7.2                           | 8.8                           | 9.5                           | 12.0                          | 12.7                          | 139.6                         |
| Average afternoon رطوبة نسبية (%) | 70                            | 70                            | 68                            | 65                            | 62                            | 58                            | 55                            | 56                            | 62                            | 66                            | 68                            | 69                            | 64                            |
| المصدر:                           |                               |                               |                               |                               |                               |                               |                               |                               |                               |                               |                               |                               |                               |

## توأمة
لغولد كوست اتفاقيات توأمة مع كل من:
- دبي (2001 - )
- نتانيا
- كورفو
- تايبيه (1982 - )
- نوميا
- ميديلين
- كاناغاوا (14 أغسطس 1990 - )
- تاينان

## أعلام
- كودي سيمبسون
- رون كلارك
- تومي أور
- مكتوم بن راشد آل مكتوم
- راي باريت
- آدم هانسن
- جاك برابهام
- جيسيكا واتسون
- لوقا ميتشيل
- فرانك تيسون

## وصلات خارجية
- الموقع الرسمي